# 一瞬で治療していたのに役立たずと追放された天才治癒師、闇ヒーラーとして楽しく生きる
『一瞬で治療していたのに役立たずと追放された天才治癒師、闇ヒーラーとして楽しく生きる』（いっしゅんでちりょうしていたのにやくたたずとついほうされたてんさいちゆし やみヒーラーとしてたのしくいきる）は、菱川さかくによる日本のライトノベル。小説投稿サイト「小説家になろう」にて『一瞬で治療していたのに、何もしてないとパーティを追放された天才治癒師〜今さら戻ってこいと言われても、闇ヒーラーとして楽しくやっているので治療は高額になるけどおたくら払えますか？〜』のタイトルで2020年11月30日より連載されており、書籍版はGAノベル（SBクリエイティブ）より2021年10月から刊行されている。イラストはだぶ竜が担当。
メディアミックスとして、十乃壱天によるコミカライズが、SBクリエイティブの「GAコミック」レーベルの作品として『ピッコマ』にて2022年1月22日から連載されている。また、菱川の書き下ろし小説を原作としてロケットスタッフが作画したウェブトゥーン「クレスフォール潜入編」も、同レーベルで2025年1月2日より連載されている。テレビアニメが2025年4月から6月まで放送された。

## あらすじ
貧民街出身のゼノスは治癒師（ヒーラー）のライセンスを持たないまま冒険者をしていたが、さらに上を目指すパーティーのリーダーから貧民街出身は役立たずだからと金貨1枚だけ渡され、追放された。途方に暮れる中、街中で商人とのいざこざから重傷を負ったエルフの奴隷少女・リリを金貨で買い取り、治癒魔法で助けたことがきっかけで、治癒院を開くことを決める。ただし、その営業にはライセンスが必要であるため、あまり広まらないよう闇廃墟街の廃墟の屋敷にて開業する。

## 登場人物
声の項はテレビアニメ版の声優。
ゼノス
声 - 坂田将吾、櫻井みゆき（幼少期）
治癒師の青年。ただしライセンスを持っていないため公式には認められておらず、彼の活動は本来違法である。
名前も知らない「師匠」に治癒魔法を教えられ、詠唱なしで治癒魔法を発動させる、腕を再生する、魔法銃などの強力な攻撃を無傷で防ぐなど一流どころではない能力を持っているが、正規の教育を受けておらず、自身の能力の高さに気づいていない。魔法陣も師匠が書いたものを覚えた一つしか書けない（が、既存の魔法陣をはるかに超える性能を持つ）。
パーティーを追放されたのをきっかけに貧民街でひっそり治癒院を開業した。
貧民街の亜人たちを治療していくうちに三大勢力の争いを止めてしまい、貴族から目を付けられる。
王立治療院編では特級治癒師・ベッカーからの依頼で、特別研修生「ゼノ」として王立治療院に忍び込む。
リリ
声 - 花井美春
エルフの少女。奴隷商に誘拐され、逃げ出そうとしたが捕まった際にナイフで刺され瀕死のところを、ゼノスに救われた。元々路上生活者で帰る場所もないため、ゼノスの治癒院に住んでいる。料理が上手く、ゼノスの世話係と治癒院の受付・看護師を担当。簡単な魔法も使える。
王立治療院編ではゼノスの妹という設定でゼノスの寮に一緒に住んでいる。エルフの耳がバレないよう、耳当てをしている。
カーミラ
声 - 日笠陽子
アンデッドの頂点に君臨するレイス（幽霊）。本来出会ったら死は免れないとされている。
ゼノスとリリが開業した廃墟の屋敷に古くから住み着いている霊的存在。素性は明らかになっておらず、過去のことになると「忘れた」などと言い誤魔化す。なお、土地に縛られるなどといった話はないため、家から自由に離れて行動することができる。
出会った当初はゼノスたちを拒んでいたが、浄化されかけてしぶしぶ屋敷の一階を明け渡す。打ち解けた後は度々ゼノスにちょっかいをかける。リリの料理を気に入ってる。
王立治療院編では冷やかしがてらリリと共にやってきてゼノスの寮に住んでいる。
ゾフィア
声 - 永瀬アンナ
貧民街を支配する亜人の三大勢力の一つ、リザードマンのトップで義賊。
クリシュナとの戦いで片腕に致命傷を負ったが、ゼノスによって傷跡も残さず治療された。
リンガ
声 - 陽高真白
貧民街を支配する亜人の三大勢力の一つ、ワーウルフのトップで非合法賭博の元締め。人の話をあまり聞かない。レイスを恐れている。
ゾフィアを治療した話を聞いてゼノスを始末しようと部下を連れて治癒院に押し掛けるが、攻撃が全く効かないうえに屋敷を壊そうとしてカーミラに返り討ちにされ撤退。それ以降は方針を変え、良好な関係を築いている。
一人称は「リンガ」。
レーヴェ
声 - 菊池紗矢香
貧民街を支配する亜人の三大勢力の一つ、オークのトップで魔石採掘者。食いしん坊で明るい性格。
食事中に誤って魔石を飲み込んでしまい体内で魔石が爆発する命の危機に陥り、ゼノスに摘出してもらった。
おむすび」が好物。
クリシュナ
声 - 中島由貴
鋼鉄の淑女と呼ばれる近衛師団の副師団長。生真面目な性格。
『唯一の欠点』が口癖だが早とちりが多い、方向音痴、猫舌と欠点は割と多い。実弾ではなく魔力を消費して特殊な弾を撃つ魔法銃が武器。
貧民街で炊き出しを行っていた母親が貧民街で殺害された過去があり、それ以降貧民を悪として偏見を持ち、また自身が完全無欠のヒーローになることにこだわるようになった。
三大勢力の争いを止めたゼノスを危険な存在とみた貴族によって、捕縛を目的に貧民街へ派遣される。しかしその途中でカレンドール卿の人身売買を知り、カレンドール卿に始末されかけるが、ゼノスに助けられる。
以降は『唯一の欠点』の口癖はやめ、「欠点の多い人間」と開き直った。
ゾンデ
声 - 八代拓
リザードマンでゾフィアの弟。上級火炎魔法で重傷を負ったところをゼノスに助けられたことがあり、クリシュナとの戦いで負傷したゾフィアをゼノスの治癒院に連れて行った。
ゾフィア同様、ゼノスを尊敬している。
アストン
声 - 水中雅章
ゼノスが所属していたパーティーのリーダー。貧民街でゼノスをパーティーに入れるも、のちに貴族に売り込むためにはライセンスの無いゼノスは邪魔だとして追放した。
その後クエストが上手くいかず、パーティーが次々と脱落。再会したゼノスを再び勧誘するも断られ、その腹いせから"案内人"に依頼するもゴーレムにされてしまう。
最終的にゼノスに助けられたことで、優れた治癒師であること認め泣いて謝罪したものの、いつか思い知らせてやると決意したゼノスから鉄拳制裁をくらい失神した。
その後、自分が行ったように金貨一枚で絶交される。
カレンドール卿
声 - 間宮康弘
王都の貴族特区に住み、貧民へ支援を行う人格者として有名な貴族。実は貧民の支援は表向きの話で、裏では貧民街の子供を誘拐し人身売買を行っていた。
クリシュナが人身売買を知ったため始末しようとするが、ゼノスに逆に倒される。
案内人
声 - 内山昂輝
条件次第でどんな依頼でも依頼料なしで請け負う、という噂がある謎の人物。
実験としてアストンをゴーレム化させて貧民街で暴れさせ、更にゼノスがどう対処するか監視していた。
ゼノスがゴーレムを倒すと姿を消し行方不明となるが、その後も様々な事件に裏で関与する。
師匠
声 - 中村悠一
ゼノスに治癒魔法を教えた素性不明の人物。一度も名乗らなかったためゼノスは名前を知らない。
幼いころ死体に治癒魔法をかけようとしたゼノスを殴って止め、治癒魔法の使い方を伝授した。
ヴェリトラ
声 - 佐藤日向（幼少期）
ゼノスとともに師匠の下で魔法学を学んだ。

### 王立治療院編
ウミン
声 - 遠野ひかる
王立治療院所属の中級治癒師。冒険者資格も取得している。アストンのパーティに治癒師として加入するも、アストンの傲慢な性格からすぐに抜けている。
温泉宿に宿泊中、火傷を負った料理人を一瞬で治療したゼノスを見て、ベッカーに報告した。
エルナルド・ベッカー
声 - 子安武人
王位治療院の特級治癒師。治癒師であるが治癒魔法が使えない。しかし数々の病気に対する特効薬を作成し、その功績で特級治癒師の地位を得た、治癒師としては特殊な経緯を持つ。
ウミンから聞いたゼノスの話を聞き、赤色肺と似た症状を出す薬を飲んでわざとゼノスの治癒院に運ばれ、ゼノスと遭遇した。ゼノスに人探しの依頼をする代わり、闇治療院での生活が貴族にバレないよう手解きをすることと、師匠を探すことで合意した。
ゼノスの師匠と思われる人物をなにかしら知っている様子。
実は15年前（アニメ版では13年前）の爆発事故の際ゴルドランの所業により婚約者を亡くしており、復讐の機会を狙い続けていた。
クレソン
声 - 伊藤節生
王位治療院所属の治癒師。ウミンと同期。
ゴルドランの派閥に入ってから態度が大きくなり、ウミンを見下すようになる。しかし派閥内での地位は（入ったばかりのゼノスを除けば）最下位。業務は主にゴルドランの愛犬・ミルクの世話係で、事実上雑用係である。
ゼノスの無自覚かつ圧倒的な実力で出端を挫かれ、次にアンデッド討伐においてゼノスの浄化を自分がやったと嘘をつくが、より強力なゾンビキングに倒されて醜態をさらす。その手柄の横取りそのものには成功するが、ゴルドランには部下を通して真実を伝え、ゼノスの派閥入りを助けた。また散歩中のミルクが馬車に惹かれ大ケガを負うもゼノスが傷跡も残さぬよう治療したことで何事もなかったことから、ゼノスのことを兄貴と呼び慕うようになる。
ゴルドラン教授
声 - 稲田徹
王位治療院の副院長。院長が休養のため、事実上王立治療院を収めている存在。同時に自分をトップとする王立治療院内で最大の派閥をまとめ上げている。
「転移治癒魔法」と呼ばれる、生命力を移し替えることで治療を行う魔法を得意とする。常に側近として第二秘書が従事している。
治療よりも政治に力を入れており、金を多く払う貴族を優遇するなど黒い噂がある。総回診でも超富裕層のみ受け持つ。
貴族になるため、院長の座に就こうと画策している。その過程で15年前（アニメ版では13年前）の爆発事故においてフェンネル卿を治療した。ただし、その方法は他の被害者の生命力を転移治癒魔法で吸い尽くして死亡させ、フェンネル卿に与えたというものであり、その被害者にはアフレッドやベッカーの婚約者も含まれていた。
ミルク
声 - 乾夏寧
ゴルドランの愛犬で、溺愛されている。
ボンズが発端となったトラブルで馬車に轢かれるが、ゼノスに治療される。
ボンズ
声 - 星祐樹
ゴルドラン教授の第一秘書。ゴルドランとは昔の知り合いではあるが、昼間から酒浸りで特に仕事をしている様子がない。
15年前の爆発事故のことを知り、ゴルドランを脅して第一秘書の座についており、治癒師や秘書としての実力は全く無い。そのためゴルドランからの評価も最低で、周囲は関わらないようにゴルドランから命令を受けている。
第二秘書
声 - 中村光希
ゴルドラン教授の第二秘書。忠実な側近。
第三秘書
声 - 今井文也
ゴルドラン教授の第三秘書。
フェンネル卿
声 - 上別府仁資
王都七大貴族の一人。愛娘・シャルロッテの誕生日プレゼントにするはずだった魔獣の毛皮は、依頼されたアストンが討伐に失敗したため用意できず、娘から信用を失っている。
15年前（アニメ版では13年前）に爆発事故に巻き込まれて重傷を負ったことがあるが、ゴルドランの治療によって完治。それ以降ゴルドランの後ろ盾となっている。
シャルロッテ
声 - 倉持若菜
フェンネル卿の愛娘。わがままでフェンネル卿も手を焼いている。鳥が好きで家で数羽飼っている、庭でケガをした野鳥を保護したりと優しい一面を持っている。
顔にできた腫瘍も、傷がつかない保証がないと手術を拒んでいたが、ゼノスが周囲と違って分け隔てなく接し説得したことで手術を受け成功した。
執事
声 - 堀総士郎
フェンネル卿に仕える執事。
アフレッド
王立治療院の治癒師でベッカーの探し人。ゴルドランが開いた食事会に誘われた後、失踪状態となっている。
15年前（アニメ版では13年前）の爆発事故の被害者であり、ゴルドランの行為によって死にかけ、復讐の機会を狙っていると考えられている。
シャルバード卿
王位治療院の院長。高齢のため引退を考えている。

## 既刊一覧

### 小説
- 菱川さかく（著）・だぶ竜（イラスト） 『一瞬で治療していたのに役立たずと追放された天才治癒師、闇ヒーラーとして楽しく生きる』 SBクリエイティブ〈GAノベル〉、既刊8巻（2025年3月15日現在）
  1. 2021年10月31日初版第一刷発行（2021年10月14日発売[7]）、ISBN 978-4-8156-1020-3
  2. 2022年2月28日初版第一刷発行（2022年2月11日発売[8]）、ISBN 978-4-8156-1193-4
  3. 2022年7月31日初版第一刷発行（2022年7月14日発売[9]）、ISBN 978-4-8156-1611-3
  4. 2022年11月30日初版第一刷発行（2022年11月12日発売[10]）、ISBN 978-4-8156-1612-0
  5. 2023年7月31日初版第一刷発行（2023年7月14日発売[11]）、ISBN 978-4-8156-2257-2
  6. 2024年3月31日初版第一刷発行（2024年3月15日発売[12]）、ISBN 978-4-8156-2465-1
  7. 2024年11月30日初版第一刷発行（2024年11月15日発売[13]）、ISBN 978-4-8156-2720-1
  8. 2025年3月31日初版第一刷発行（2025年3月15日発売[14]）、ISBN 978-4-8156-2721-8

### 漫画
- 十乃壱天（漫画）・菱川さかく（原作）・だぶ竜（キャラクター原案）『一瞬で治療していたのに役立たずと追放された天才治癒師、闇ヒーラーとして楽しく生きる』 SBクリエイティブ〈GAコミック〉、既刊4巻（2024年11月15日現在）
  1. 2022年8月31日初版第一刷発行（2022年8月11日発売[15]）、ISBN 978-4-8156-1052-4
  2. 2023年6月30日初版第一刷発行（2023年6月15日発売[16]）、ISBN 978-4-8156-1310-5
  3. 2024年3月31日初版第一刷発行（2024年3月15日発売[17]）、ISBN 978-4-8156-1876-6
  4. 2024年11月30日初版第一刷発行（2024年11月15日発売[18][19]）、ISBN 978-4-8156-1877-3

## テレビアニメ
2024年3月にテレビアニメ化が発表され、2025年4月から6月までTOKYO MXほかにて放送された。
2025年3月2日に先行上映会が新宿ピカデリーにて実施された。原作第1話と第2話に相当するアニメ第2話と第3話が上映され、アニメ第1話はオリジナルストーリーであることが発表された。
2025年4月25日には、手塚治虫原作のアニメ『ブラック・ジャック』との「闇医者」コラボレーションとして手塚プロダクションによる描き下ろしイラストが公開された。同年5月5日には、同イラストを使用した大型広告が5月11日までの期間限定で池袋駅オレンジロードにて公開された。

### スタッフ
- 原作 - 菱川さかく[1]
- キャラクター原案 - だぶ竜[1]
- 監督 - 吉崎譲[1]
- 副監督 - Parkji-seung[24]
- シリーズ構成・脚本 - 宮城大翔[1]
- キャラクターデザイン - 電風扇[1]、澤田慶宏[1]
- 美術監督 - 合六弘[1]
- 美術設定 - 袈裟丸絵美
- 色彩設計 - 河田萌[1]
- 3DCG - 山田翔、Aaron "The Game" Pong
- 撮影監督 - 棚田耕平[1]
- 編集 - 新沼奈美[24]
- 音響監督 - 森下広人[1]
- 音楽 - 富貴晴美[1]
- 音楽制作 - TOY'S FACTORY
- チーフプロデューサー - 向井地基起、長瀬奈津子、平田秀夫、外川明宏、金子広孝、大和田智之、高畠淳、吉崎譲
- プロデューサー - 向井紘一郎、松本一貴、大東歩、三浦史、和田卓治、東真央、宇野博美、市野瀬文音
- アニメーションプロデューサー - 田浦大樹
- アニメーション制作 - makaria[1]
- アニメーション制作協力 - LUMINAS
- 製作 - 闇ヒーラー製作委員会[1]（松竹、SBクリエイティブ、TOY'S FACTORY、ムービック、東京メトロポリタンテレビジョン、BS11、MIXI、マカリア）

### 主題歌
「ライトメイカー」
bokula.によるオープニングテーマ。作詞・作曲はえい、編曲はbokula.。
「月に願う」
soratoによるエンディングテーマ。作詞・作曲はsorato、編曲は竹縄航太。

### 各話リスト
| 話数   | サブタイトル       | 絵コンテ                       | 演出                                | 作画監督 | 総作画監督                                                        | 初放送日      |
| ------ | ------------------ | ------------------------------ | ----------------------------------- | --- | ----------------------------------------------------------------- | ------------- |
| 第1話  | 相応の対価         | Parkji-seung 藤田瑛心          | 宮城大翔                            | 西川真人 四季社 楊鎮宇 廖菲 黑山羊 海长决 鬼冢尘葬 锁锁 Indiana Souf 無錫月霊動画 无锡市樱花卡通有限公司 Big Owl 拾月動画                                    | 電風扇 澤田慶宏 暴龙K 王火龙 代星星 趙昱慧 胡雲濤 SON SOPHEAPANHA | 2025年 4月3日 |
| 第2話  | 廃墟街の闇ヒーラー | 山本辰                         | 萩原悠理 宮城大翔                   | 西川真人 佐々木瑞樹 桜井木の実 胡雲濤 趙昱慧 四季社 锁锁 半扇門 FAI 拾月動画                                                                                 | 電風扇 澤田慶宏 Ango 王火龙 代星星 胡雲濤 趙昱慧                  | 4月10日       |
| 第3話  | 争奪戦             | 酢酸                           | 長尾聡浩 萩原悠理                   | 李少雷 胡雲濤 楊鎮宇 黑山羊 鬼冢尘葬 半扇門 FAI 岸影アニメ 外山陽介                                                                                          | 雷風扇 澤田慶宏 李少雷                                            | 4月17日       |
| 第4話  | 正義のヒーロー     | 山本辰                         | 飛田裕基 山本辰                     | 胡雲濤 廖霏 楊鎮宇 西川真人 黑山羊 李广顺 李成俊 刘文煕 半扇門 無錫月霊動画 无锡市樱花卡通有限公司                                                           | 電風扇 澤田慶宏 趙昱慧 胡雲濤 代星星 王火龙 苏特                  | 4月24日       |
| 第5話  | 居場所             | ありもとじろう                 | 木村権祐 中野龍太 太田気績 萩原悠理 | 西川真人 胡云濤 廖霏 楊鎮宇 趙昱慧 陆子煜 MARURIN Megu-megu Direktator 黑山羊 海长决 鬼冢尘葬 Indiana Souf 劉文慧 半扇門 無錫月霊動画 无锡市樱花卡通有限公司 | 電風扇 澤田慶宏 SON SOPHEAPANHA 趙昱慧 胡云濤                     | 5月1日        |
| 第6話  | 冒険の終わり       | 藤原なつと                     | 木村権祐                            | 鸟尾 趙昱慧 胡云濤 廖霏 楊鎮宇 育松アニメーション制作有限会社 拾月動画                                                                                       | 電風扇 澤田慶宏 趙昱慧                                            | 5月8日        |
| 第7話  | 特別サービス       | 鈴木正男 酢酸                  | かまどん                            | 外山陽介 瀬戸良兼 阿肆 赵二虎 唐書強 胡雲濤 王康 楊鎮宇 拾月動画 無錫月霊動画 无锡市樱花卡通有限公司                                                         | 電風扇 澤田慶宏 王火龙 顾宏瑜 胡云濤 趙昱慧 車斯亮                | 5月15日       |
| 第8話  | 王立治療院         | 藤原なつと                     | 太田気績                            | 西川真人 Parkji-seung 四季社 楊鎮宇 廖菲 暴龙K 王火龙 代星星 無錫月霊動画                                                                                    | 電風扇 澤田慶宏 趙昱慧 胡雲濤                                     | 5月22日       |
| 第9話  | 派閥潜入           | タナカサオリ                   | 中野龍太                            | MARURIN 胡云濤 廖霏 楊鎮宇 拾月動画 STUDIO CL 無錫月霊動画 无锡市樱花卡通有限公司                                                                            | 電風扇 澤田慶宏 王火龙 顾宏瑜 胡云濤 趙昱慧                       | 5月29日       |
| 第10話 | 貴族令嬢の願い     | 酢酸                           | 山本辰 萩原悠理                     | 田中保 趙小川 李偉峰 陳玲玲 化石 林夏洲 陳瑜 拾月動画 育松アニメーション制作有限会社 無錫月霊動画 Studio287 壹飞动漫                                         | 電風扇 澤田慶宏 胡雲濤 趙昱惠 陸子煜 四季社                       | 6月5日        |
| 第11話 | ただの治癒師       | 酢酸                           | かまどん                            | 四季社 楊鎮宇 廖霏 阿撒 尘葬 劉文慧 無錫月霊動画 无锡市樱花卡通有限公司 Big Owl 拾月動画                                                                     | 電風扇 澤田慶宏 趙昱惠 胡雲濤 暴龙K 王火龙 代星星                 | 6月12日       |
| 第12話 | 命の選択           | 藤原なつと 石郷岡範和 木村権祐 | 木村権祐 中野龍太 太田気績          | 西川真人 趙小川 朱至峰 章璜 胡云濤 廖菲 林一萬 趙昱慧 黑山羊 Indiana Souf 老耿 刘佳 劉文慧 半扇門 拾月動画                                                   | 電風扇 澤田慶宏 胡云濤 陸子昱                                     | 6月19日       |

### 放送局
| 放送期間               | 放送時間                     | 放送局       | 対象地域 | 備考                                 |
| ---------------------- | ---------------------------- | ------------ | -------- | ------------------------------------ |
| 2025年4月3日 - 6月19日 | 木曜 23:30 - 金曜 0:00       | TOKYO MX     | 東京都   | 製作参加 / 字幕放送                  |
|                        |                              | BS11         | 日本全域 | 製作参加 / BS放送 / 『ANIME+』枠     |
| 2025年4月4日 - 6月20日 | 金曜 0:00 - 0:30（木曜深夜） | KBS京都      | 京都府   |                                      |
|                        |                              | サンテレビ   | 兵庫県   |                                      |
|                        | 金曜 21:30 - 22:00           | AT-X         | 日本全域 | CS放送 / 字幕放送 / リピート放送あり |
| 2025年4月5日 - 6月21日 | 土曜 1:43 - 2:13（金曜深夜） | テレビ北海道 | 北海道   |                                      |

| 配信開始日   | 配信時間                   | 配信サイト | 備考         |
| ------------ | -------------------------- | --- | ------------ |
| 2025年4月3日 | 木曜 23:30 更新            | ABEMA dアニメストア | 先行配信     |
| 2025年4月9日 | 水曜 0:00（火曜深夜） 更新 | バンダイチャンネル Hulu TELASA J:COM STREAM milplus Amazon Prime Video U-NEXT アニメ放題 ニコニコチャンネル ニコニコ生放送 FOD Netflix Lemino DMM TV | 見放題配信   |
|              |                            | バンダイチャンネル YouTube （レンタル） TELASA J:COM STREAM milplus Amazon Prime Video                                                               | 都度課金配信 |

### BD
| 巻 | 発売日            | 収録話         | 規格品番 |
| -- | ----------------- | -------------- | -------- |
| 上 | 2025年8月27日予定 | 第1話 - 第6話  | SHBR-784 |
| 下 | 2025年9月24日予定 | 第7話 - 第12話 | SHBR-785 |

### Webラジオ
Webラジオ『やみらじ』が音泉およびYouTube『SHOCHIKU animeチャンネル【公式】』にて2025年3月21日から配信されている。
パーソナリティはゾフィア役の永瀬アンナ、リンガ役の陽高真白、レーヴェ役の菊池紗矢香が担当する。
| 回     | 配信日         | ゲスト                                                         |
| ------ | -------------- | -------------------------------------------------------------- |
| 第0回  | 2025年 3月21日 | 坂田将吾（ゼノス役） 花井美春（リリ役） 日笠陽子（カーミラ役） |
| 第1回  | 4月4日         | N/A                                                            |
| 第2回  | 4月11日        | N/A                                                            |
| 第3回  | 4月18日        | N/A                                                            |
| 第4回  | 4月25日        | N/A                                                            |
| 第5回  | 5月2日         | N/A                                                            |
| 第6回  | 5月9日         | N/A                                                            |
| 第7回  | 5月16日        | N/A                                                            |
| 第8回  | 5月24日        | N/A                                                            |
| 第9回  | 5月30日        | N/A                                                            |
| 第10回 | 6月6日         | N/A                                                            |